# Hetane
Hetane – polski zespół muzyczny, przedstawiciel rocka industrialnego, założony we Wrocławiu przez pochodzących z Jeleniej Góry Magdę „Lijen” Oleś oraz Radosława „Rada” Spaniera. Nazwa w języku indian Szejenów oznacza „człowiek”, „śmiertelnik”.

## Skład
- Magda „Lijen” Oleś – wokale, teksty, efekty specjalne
- Łukasz „Jeleń” Pol – gitary, cytra
- Kamil Chudoba - gitara prowadząca
- Remik „Rem” Karpienko – gitara basowa

### Byli
- Radek „Rad” Spanier – syntezatory, elektronika, programowanie[1]
- Janusz „Malina” Malinowski – perkusja[1]

## Dyskografia
- Find The Lost Ghosts (2004), EP
- Instinct (2006), EP
- We Are The People (2007), EP
- Machines (2009), LP
- Animan (2013), LP

## Historia
- przełom 2002/2003 – powstaje Hetane
- 06.12.2003 – utwór „Ken-Ke-Lai” ukazuje się na płycie „Minimax.pl”
- początek 2004 – ukazuje się EP „Find The Lost Ghosts”
- 20.02.2004 – pierwszy koncert (Warszawa, klub Jazzgot, Festiwal Minimax.pl)
- 18.10.2004 – na minialbumie „Reghina” zespołu Closterkeller ukazuje się remix „Królowa (Hetane Mix)”
- przełom listopada/grudnia 2004 – do zespołu dołącza gitarzysta Łukasz „Jeleń” Pol
- 2006 – ukazuje się drugie EP „Instinct”
- 12.05.2006 – ukazuje się album Agressivy 69 „In” z utworem „Destruction”
- 11.12.2006 – ukazuje się album „DM The Revelator – Tribute To DM”
- 2007 – do zespołu dołącza perkusista Piotr „Peter” Sabat oraz gitarzysta Kamil Chudoba
- październik 2007 – ukazuje się trzecie EP „We Are The People”
- 25.01.2008 – ukazuje się album Co.In. „Plan B” z utworem „Władco Mój Ty”
- kwiecień 2008 – do zespołu dołącza basista Remik „Rem” Karpienko
- 23.06.2008 – ukazuje się album „Wyspiański Wyzwala”
- czerwiec 2008 – ukazuje się wydawnictwo „Play Shortcut To Polish Music”
- jesień 2008 – Hetane podpisuje kontrakt z 2-47 Records
- 12.10.2008 – na antenie audycji Minimax w Programie Trzecim Polskiego Radia debiutuje pierwszy singiel z nadchodzącego albumu – „Wild Woman”
- grudzień 2008 – do zespołu dołącza perkusista Janusz „Malina” Malinowski
- styczeń 2009 – zakończenie prac nad miksami i masteringiem pierwszego LP zespołu
- 11.01.2009 – występ w warszawskim studiu im. Agnieszki Osieckiej w ramach koncertu „Wyspiański Wyzwala”
- 06.03.2009 – ukazuje się zawierający 12 utworów debiutancki album Hetane „Machines”
- 24.04.2009 – występ w ramach koncertu „Nowe Brzmienie Lecha Janerki” (Wrocław, klub XO)
- 17.07.2009 – ukazuje się album „Gajcy”
- 25.07.2009 – występ w ramach koncertu „Pamiętamy '44 – Gajcy” (Warszawa, Park Wolności)

## Współpraca i inne projekty
Pierwszym poważnym sukcesem zespołu było umieszczenie utworu „Ken-Ke-Lai” na składance „Minimax.pl”, wydanej przez Program Trzeci Polskiego Radia w grudniu 2003 roku. W ramach tego projektu odbył się koncert w Warszawskim klubie Jazzgot, który to był pierwszym występem zespołu.
W 2004 roku Radek Spanier zremiksował utwór „Królowa” zespołu Closterkeller, który pod tytułem „Królowa (Hetane Mix)” ukazał się na minialbumie „Reghina”. W wyniku tego Closterkeller zaprosił Hetane do supportowania w trakcie koncertów we Wrocławiu, Opolu i Gliwicach.
W 2006 roku Hetane współpracuje z grupą Agressiva 69 – Magda Oleś udzieliła się wokalnie w utworze „Destruction” z płyty „In”. W tym samym roku ukazała się także płyta pt. „DM The Revelator – Tribute to DM”, na której zespół umieścił cover utworu Depeche Mode „I Feel You”.
2008 rok przyniósł współpracę z zespołem CO.IN. nad utworem „Władco Mój Ty”, w którym gościnnie wokalu użyczyła Magda Oleś – utwór znalazł się na albumie „Plan B”. Zespół zaangażował się także w realizację projektu pt. „Wyspiański Wyzwala”, nagrywając utwór „Nienawidzimy” z tekstem napisanym na podstawie sztuki „Wyzwolenie” Stanisława Wyspiańskiego. W ramach projektu odbył się również koncert, w trakcie którego Hetane zaprezentowało „Nienawidzimy” i „Machines”. Ponadto w 2008 roku ukazała się kompilacja „Play Shortcut To Polish Music” promująca polskich artystów za granicą. Na płytę trafił utwór „Machines”.
W 2009 roku zespół został zaproszony do realizacji dwóch projektów muzycznych: „Nowe Brzmienie Lecha Janerki” oraz „Gajcy”. „Nowe Brzmienie Lecha Janerki” – koncert, na którym Hetane zaprezentowało dwa covery: „Tutaj Wesoło” i „Ceremonie”. Na płycie „Gajcy” zespół umieścił utwór „Czarne Okna” na podstawie wiersza Tadeusza Gajcego „Czarne Okna” oraz przedstawił go na koncercie zorganizowanym w ramach tego wydarzenia.